# Дугодлаки слепи мишић (Hypsugo savii)
Дугодлаки слепи мишић (Hyspugo savii) је врста слепог миша из породице Vespertilionideae.

## Опис врсте
Дорзално крзно врсте је дуго и тамно, а при врху се просветљује и обично је жуто или златно. Крзно на вентралној страни је јасно раздвојено, бело до жуто код тамнијих, а прљаво сиво код светлијих јединки. Уши јединке су кратке, широке са трагусом који се шири при врху и знатно је шири него код врста Pipistrellus pipistrellus и Eptesicus serotinus. Црна обојеност јединке се наставља на лицу, крилима и репним летним мембранама.

## Распрострањење
Врста је распрострањена широм европског дела Медитерана, северозападне Африке и југозападне и централне Азије, делом и на југу Казахстана.

## Станишта и склоништа
Примарна станишта ове врсте су каменита кречњачка подручја до 3.300 метара надморске висине где склониште проналазе у пукотинама стена. У урбаним подручјима као склоништа користе пукотине у зградама, просторе испод кора дрвета и (ретко) подземне просторе. Лове дуж литица стена и изнад шумских и влажних станишта као и изнад пашњака. У градовима лове око уличних светала.

## Понашање и репродуктивне навике
Највеће забележене колоније су пронађене у Италији и Хрватској где су бројале и до 70 јединки. Лети излазе врло рано из склоништа, понекад пре заласка сунца, а дешава се и да лове током поподнева. Млади се рађају у врло широком временском периоду (почетак јуна до краја јула).
Лове у групама од 2-5 јединки или самостално, плен хватају искључиво током лета и ретко лове близу земље. 